# 1976 في رومانيا
فيما يلي قوائم الأحداث التي وقعت خلال عام 1976 في رومانيا.

## رياضة
- 20 يونيو – دوري الدرجة الأولى الروماني 1975–76 الفائز نادي ستيوا بوخارست.

## مواليد

### يناير
- 5 يناير – أدريان توما لاعب كرة قدم روماني.
- 15 يناير – فلورنتن بيتري لاعب كرة قدم.
- 25 يناير – لورا فاسيليو ممثلة رومانية.

### مارس
- 10 مارس – لافينتي مولنار ممثل روماني.
- 27 مارس – أدريان أنكا لاعب كرة قدم روماني.

### أبريل
- 14 أبريل – جورجيتا داميان مُجدّفة رومانية.
- 18 أبريل – أندرو إيلي لاعب كرة مضرب أسترالي.
- 26 أبريل – بوغدان نيكولاي لاعب كرة قدم روماني.

### مايو
- 8 مايو – كونستانتين شوماخر لاعب كرة قدم.

### يونيو
- 10 يونيو – مارتن تودور لاعب كرة قدم روماني.

### سبتمبر
- 9 سبتمبر – موريس
- 14 سبتمبر – نارسيسا ليكشانو لاعبة كرة يد رومانية.
- 28 سبتمبر – روبيرت بانتشا لاعب كرة قدم روماني.

### أكتوبر
- 1 أكتوبر – إلينا بوبا

### نوفمبر
- 29 نوفمبر – بوغدان تودور لاعب اتحاد رغبي روماني.

## وفيات

### يناير
- 29 يناير – استفان ناغي (مواليد 1909) ممثل مجري.

### فبراير
- 5 فبراير – نيكولاي كامبريا (مواليد 1899) عسكري روماني.
- 17 فبراير – أوسكار هان (مواليد 1891) فنان روماني.

### مارس
- 1 مارس – بول جيورجي (مواليد 1893) طبيب أطفال.
- 13 مارس – سيرجيو دان (مواليد 1903) كاتب روماني.

### مايو
- 9 مايو – ألكسندرو كويدان (مواليد 1910) لاعب كرة قدم روماني.
- 9 مايو – فاسيل شيرويو (مواليد 1910) لاعب كرة قدم روماني.